# Стоколос прибережний
Стоколос прибережний (Bromus riparius) — вид трав'янистих рослин з родини злакові (Poaceae), поширений у південній і східній Європи, західній і середній Азії, пн. Китаї.

## Опис
Багаторічна рихло-деренова рослина 70–100 см. Листки плоскі, з обох сторін густо опушені тільки довгими грубими волосками, на вегетативних пагонах 30–45 см завдовжки. Кореневища короткі. Волоть нещільна. 2n = 56.

## Поширення
Поширений у південній і східній Європи, західній і середній Азії, пн. Китаї (Ганьсу); інтродукована на Далекому Сході.
В Україні вид зростає на суходільних луках, степах, схилах, серед чагарників, на узліссях — у Степу (крім найбільш південних районів, де трапляється рідко) і гірському Криму, досить часто; в Правобережному і Лівобережному Лісостепу, зрідка.